# Антіца Менац
Антіца Менац (хорв. Antica Menac; 11 липня 1922, Спліт — 24 квітня 2020, Загреб) — хорватська славістка, академік Хорватської академії наук і мистецтв, видатний хорватський філолог, перекладачка.

## Біографія
Закінчила початкову та середню школу в Спліті. У 1948 році — славістику на філософському факультеті в Загребі (А — російська мова та література, Б — хорватська зі старослов'янською, С — порівняльна слов'янська граматика, югославська література, італійська).
1957 — докторська дисертація з теми порівняльного синтаксису хорватської та російської мов. Протягом усього свого трудового життя вона викладала російську мову на філософському факультеті в Загребі від звання асистента до професора, з яких цілих 25 років завідувала кафедрою російської мови.
З 1988 року вона є дійсним членом Хорватської академії наук і мистецтв у відділі філологічних наук. Вона є асоційованим членом з 1981 року.
У своїй науковій роботі академіка займалася хорватською та російською мовами, вивчаючи, найчастіше на контрастивному рівні, їх синтаксис, фонетику та інтонацію, лексикологію, фразеологію та семантику. Вона публікувала свої роботи в книгах та наукових журналах, виступала з ними на численних вітчизняних та міжнародних наукових конференціях.
Її праці з хорватської фразеології викликали інтерес до цієї галузі мовознавства, тому її вважають засновницею фразеології як наукової дисципліни в Хорватії. Вона була редактором та співавтором двотомного російсько-хорватського або сербського фразеологічного словника, який у 1981 році отримав премію Республіки Божидар Аджия. Вона розпочала, редагувала та була в основному співавтором серії «Малі фразові словники», в якій хорватська мова була мовою джерела, а мовами перекладу — російська, українська, польська, чеська, словацька, словенська, німецька, французька та італійська . В Інституті лінгвістичних досліджень Хорватської академії наук і мистецтв вона була керівником проекту хорватської фразеології, в якому опублікувала Хорватський фразеологічний словник у 2003 році як редактор та співавтор. У цьому ж департаменті вона співпрацювала у проекті академіка Рудольфа Філіповича Хорватська в контакті з європейськими мовами (в 2005 році вийшла книга).
Багато років вона співпрацювала з академіком Філіповичем над проектом «Англіцизми в європейських мовах», і разом у 2005 році вони видали книгу «Англійський елемент» хорватською та російською мовами та інші праці. У співавторстві з А. П. Коваль, університетським професором з Києва, у 1979 році склала українсько-хорватський та хорватсько-український словники, вперше об'єднавши ці мови лексикографічно. Через цей словник у 1981 році вона отримала нагороду міста Загреба. Була авторкою багатьох підручників з російської мови, а також аудіовізуальних методичок для російської мови (дві книги та декілька посібників), яку теоретично заснував академік Петар Губерина. Перекладала літературну прозу та поезію з російської та української мов. У 1998 році вона видала двомовну книгу своїх перекладів з української лірики. В 2008 році вона отримала державну нагороду України «За Заслуги» III ступеня за роботу з українознавства.